# Parancistrocerus rhipheus
Parancistrocerus rhipheus är en stekelart som först beskrevs av Cameron 1904.  Parancistrocerus rhipheus ingår i släktet Parancistrocerus och familjen Eumenidae. Inga underarter finns listade i Catalogue of Life.